# Гацалов, Хаджимурат Солтанович
Хаджимура́т Солта́нович Гаца́лов (осет., дигор. Гуæцæлти Солтани фурт Хадзимурат; род. 11 декабря 1982 года, селение Чикола Ирафского района, Северная Осетия — Алания) — российский борец вольного стиля. Капитан ВС РФ. Чемпион Олимпийских игр в Афинах, пятикратный чемпион мира, трёхкратный чемпион Европы, Заслуженный мастер спорта России. С 2023 года — главный тренер сборной России по вольной борьбе.

## Краткая биография
Родился 11 декабря 1982 года в селении Чикола Ирафского района Северной Осетии — Алании в мусульманской семье осетин.
В 1990-х годах начал заниматься вольной борьбой в селении Чикола под руководством Ахсара Макоева. Затем продолжил тренировки во Владикавказе в спортивном клубе «Аланы» под руководством тренера Вадима Цебоева. Спортивный клуб «Аланы» был открыт Арсеном Фадзаевым в середине 1990-х годов. Выпускник Северо-Осетинского государственного университета. В сборной команде России с 2001 года. Выступает за ЦСКА. В 2009 году признан лучшим спортсменом Северной Осетии. Лауреат премии «Серебряная лань — 2009». Тренера: Цебоев Вадим и Маргиев Анатолий.
В 2004 году на Олимпийских играх победил Дэниэля Кормье, будущего чемпиона UFC по смешанным единоборствам в полутяжёлом и тяжёлом весах.
Капитан и знаменосец сборной России на церемонии открытия Европейских игр 2015.
В 2017 году работал в тренерском штабе сборной Казахстана.
7 февраля 2020 года Гацалов возобновил карьеру: приняв гражданство Армении начал участвовать на соревнованиях за сборную Армении.
Женат, имеет шестерых детей. Живёт во Владикавказе.

## Спортивные достижения
- Олимпийский чемпион в Афинах;
- Пятикратный чемпион мира (2005, 2006, 2007, 2009, 2013);
- Трёхкратный чемпион Европы (2003, 2004, 2006);
- Трёхкратный обладатель Кубка мира (2002, 2004, 2007)
- Восьмикратный чемпион России (2002, 2004, 2005, 2006, 2007, 2009, 2011, 2015);
- Шестикратный призёр чемпионата России (2001, 2003, 2008, 2012 — Серебро; 2010, 2013 — Бронза);
- Победитель международного турнира «Гран-при Иван Ярыгин» (2004);
- Трижды призёр международного турнира «Гран-при Иван Ярыгин» (2002, 2008 — Серебро; 2001 — Бронза);
- Победитель всероссийского турнира на призы Сослана Андиева (2002)[4];
- Победитель всероссийского турнира памяти Олега Наниева (2003)[5];
- Победитель международного турнира в Ницце (2003)[6];
- Победитель международного турнира в Мадриде (2004)[7];
- Победитель кубка европейских чемпионов в Москве (2004)[8];
- Обладатель кубка Независимости в Узбекистане (2006)[9];
- Обладатель командного кубка ЦСКА в Москве (2007)[10]
- Победитель абсолютного чемпионата FILA (2008)[11]
- Победитель мемориала Циолковского в Варшаве (2009)[12]
- Победитель международного турнира в Киеве (2010)[13]

## Награды и звания
- Борец года (2006 год)[14];
- Орден Дружбы (18 февраля 2006 года) — за большой вклад в развитие физической культуры и спорта и высокие спортивные достижения[15];
- «Серебряная лань» — лучший спортсмен года (Федерация спортивных журналистов России, 18 декабря 2013 года)[16].